# کنی د کتله
کنی د کتله (انگلیسی: Kenny De Ketele؛ زادهٔ ۵ ژوئن ۱۹۸۵) دوچرخه‌سوار اهل بلژیک است.
از باشگاه‌هایی که در آن بازی کرده‌است می‌توان به اسپورت فلاندر-بالوزه اشاره کرد.
وی در مسابقات کشوری و بین‌المللی در مجموع برندهٔ ۳ مدال طلا، ۴ مدال نقره، ۵ مدال برنز شده‌است.